# Henri Garcin
Pour les articles homonymes, voir Garcin.
Antoon Albers,, dit Henri Garcin, est un acteur, metteur en scène et auteur de théâtre français d'origine néerlandaise, né le 11 avril 1928 à Anvers, Belgique, et mort le 13 juin 2022 à Évreux.
Il s'installe à Paris en 1950. Il est à l’affiche de nombreux films et pièces de théâtre, téléfilms et séries télévisées. Entre 1970 et 1981, il joue dans plusieurs pièces diffusées dans l’émission télévisée Au théâtre ce soir.
Bilingue, il est également présent dans des productions de langue néerlandaise, par exemple, en 1996, dans De Jurk (La Robe)  d’Alex van Warmerdam.

## Biographie
D'origine néerlandaise et né en Belgique, Henri Garcin, né Antoon Villebrord Maria Albers, vient à Paris en 1950 à l'âge de 22 ans. Très tôt son spectacle fait le tour des cabarets parisiens, où il rencontre les « débutants » de l'époque : Jacques Brel (ils se parlent en flamand), Barbara, Serge Gainsbourg, Georges Moustaki, Jean Poiret et Michel Serrault. 
En 1964, il connaît un succès au Théâtre La Bruyère, où il joue aux côtés de Monique Tarbès et de Romain Bouteille, pendant 250 représentations, L’Échappée belle.
Le 10 novembre 1966, il conduit sa partenaire Patricia Viterbo sur le tournage du film Le Judoka agent secret à bord d'une MG bleue décapotable et tombe dans la seine. Il sait nager et parvient à s'extraire du véhicule, mais la comédienne meurt noyée.
Suivent, de 1965 à 1995, les pièces et les rôles chez G.B. Shaw, Pirandello, Strindberg, Albee, Ayckbourn, Oscar Wilde, Obaldia, Guitry, Poiret ; ainsi que chez Saunders, dans sa pièce La prochaine fois je vous le chanterai (1966) au Théâtre Antoine, avec Delphine Seyrig, Claude Piéplu, Jean-Pierre Marielle et Jean Rochefort et chez Jean-Claude Carrière dans L'Aide-mémoire (1968) créé en duo avec Delphine Seyrig au Théâtre de l'Atelier.
Il apparaît dans nombre de « dramatiques » à la télévision, dont les 333 épisodes de Maguy, pendant huit années consécutives (1985-1993).
Au cinéma, le dirigent Marguerite Duras, Michel Mitrani, Romain Gary, Michel Deville, Henri-Georges Clouzot, André Cayatte, Agnès Varda, Yves Boisset, Patrice Leconte, Jean-Paul Rappeneau dans La Vie de château, François Truffaut dans La Femme d'à côté (en 1981) et son compatriote Alex van Warmerdam dans Abel (1986), Les Habitants (1992), et La robe, et l'effet qu'elle produit sur les femmes qui la portent et les hommes qui la regardent (1996).

## Filmographie

### Cinéma
- 1956 : En effeuillant la marguerite de Marc Allégret : un journaliste
- 1957 : Le Grand Bluff de Patrice Dally : Maurice
- 1957 : Sénéchal le magnifique de Jean Boyer : l'auteur de la pièce
- 1957 : Mademoiselle et son gang de Jean Boyer : un fan d'Agnès Bourdieux
- 1962 : Arsène Lupin contre Arsène Lupin d'Édouard Molinaro : Hans
- 1964 : Les Amoureux du France de François Reichenbach et Pierre Grimblat : Pasquin
- 1964 : Mata Hari, agent H21 de Jean-Louis Richard : Gaston
- 1964 : Deux têtes folles de Richard Quine
- 1965 : Paris-secret, documentaire d'Édouard Logereau
- 1965 : La Vie de château de Jean-Paul Rappeneau : Julien
- 1965 : Moi et les hommes de quarante ans de Jack Pinoteau : Le voisin de Bénéchol
- 1966 : Le Judoka agent secret de Pierre Zimmer : Jacques[8]
- 1968 : Fleur d'oseille, de Georges Lautner : Jo de Fréjus
- 1968 : La Prisonnière, d'Henri-Georges Clouzot : le radio reporter au vernissage
- 1969 : Détruire, dit-elle de Marguerite Duras : Max Thor
- 1970 : Un condé, d'Yves Boisset : Georges Duval, dit Georgy Beausourire
- 1971 : Pic et pic et colegram de Rachel Weinberg : le pasteur
- 1971 : Un cave de Gilles Grangier : Véron
- 1971 : Quelqu'un derrière la porte, de Nicolas Gessner : Paul Damien
- 1971 : Police Magnum (Kill!) de Romain Gary : l'avocat new-yorkais
- 1971 : La Cavale de Michel Mitrani : l'avocat d'Annick
- 1972 : La Nuit bulgare de Michel Mitrani : Paul Tarset
- 1973 : Ursule et Grelu de Serge Korber : Aingrain
- 1974 : Les Guichets du Louvre de Michel Mitrani : Ernst Jünger
- 1974 : Le Mouton enragé de Michel Deville : Berthoud
- 1974 : Verdict d'André Cayatte : Maître Lannelongue (l’avocat du personnage de Sophia Loren)
- 1975 : Dupont Lajoie d'Yves Boisset : le haut fonctionnaire
- 1975 : Catherine et compagnie de Michel Boisrond : Robert Grandin
- 1976 : Oublie-moi, Mandoline de Michel Wyn : Etienne Verrière
- 1976 : Un type comme moi ne devrait jamais mourir de Michel Vianey : Jube
- 1976 : Le Juge Fayard dit Le Shériff d'Yves Boisset : le substitut Picot
- 1977 : Une femme, un jour… de Léonard Keigel : Jean-Paul, le mari
- 1977 : Plus ça va, moins ça va de Michel Vianey : Édouard Jesufard
- 1977 : Vas-y maman de Nicole de Buron : Vincent
- 1978 : Trocadéro bleu citron de Michaël Schock : Monsieur Lépervier, le père de Caroline
- 1979 : Un scandale presque parfait de Michael Ritchie : Lt. Montand
- 1980 : La Femme flic d'Yves Boisset : Le procureur du Nord
- 1980 : C'est pas moi, c'est lui de Pierre Richard : Georges Vallier
- 1980 : Cocktail Molotov de Diane Kurys : Bernard, le beau-père d'Anne
- 1981 : Faut s'les faire… ces légionnaires ! d'Alain Nauroy
- 1981 : La Femme d'à côté de François Truffaut : Philippe Bauchard
- 1982 : Qu'est-ce qu'on attend pour être heureux ! de Coline Serreau : le metteur en scène
- 1984 : Charlots connection de Jean Couturier : Marcaud
- 1984 : Les parents ne sont pas simples cette année de Marcel Jullian : Albert Dupuy, le père
- 1986 : Si t'as besoin de rien… fais-moi signe de Philippe Clair : Blanchard, le producteur
- 1986 : Abel de Alex van Warmerdam : Victor
- 1990 : Koko Flanel de Stijn Coninx et Jef Van de Water : Didier de Merengue
- 1990 : Un week-end sur deux de Nicole Garcia : l'agent de Camille
- 1992 : Les Habitants d'Alex van Warmerdam : l'évêque
- 1992 : Vincennes Neuilly de Pierre Dupouey : Jacques, le père
- 1995 : Les Cent et Une Nuits de Simon Cinéma, d'Agnès Varda : Firmin Gauche, le majordome
- 1996 : La robe, et l'effet qu'elle produit sur les femmes qui la portent et les hommes qui la regardent d'Alex van Warmerdam : Loman
- 1996 : Le Huitième Jour de Jaco Van Dormael : le directeur de la banque
- 1996 : Sweet Mud (Adama Meshuga'at) de Dror Shaul
- 1998 : Les Cachetonneurs de Denis Dercourt : Svarowski
- 1999 : No Trains No Planes de Jos Stelling : Joop
- 2003 : Grimm d'Alex van Warmerdam : Don Filipe
- 2004 : San Antonio de Frédéric Auburtin : le banquier suisse
- 2005 : Aux abois de Philippe Collin : Sarrebry
- 2005 : Il ne faut jurer de rien ! d'Éric Civanyan : Talleyrand
- 2006 : La Panthère rose de Shawn Levy : le président
- 2006 : Adama Meshuga'at de Dror Shaul : Stephan
- 2006 : Mon meilleur ami de Patrice Lecomte : Étienne Delamotte
- 2008 : Ça se soigne ? de Laurent Chouchan : Bernard – le père d'Adrienne
- 2013 : Boven is het stil de Nanouk Leopold : Vader
- 2015 : La Peau de Bax d'Alex van Warmerdam : Gérard
- 2015 : Quand le jour se lève (court-métrage) d'Espérance Pham Thái Lan : le voisin
- 2016 : Tonio de Paula van der Oest : Natan
- 2019 : La Sainte Famille  de Louis Do de Lencquesaing : Marceau

### Télévision
- 1961 : L’Éventail de Lady Windermere de François Gir : Lord Darlington
- 1976 : Cinéma 16 : La Manipulation de Denys de La Patellière : Jean-Jacques Arbelot
- 1980 : Le Vol d'Icare de Daniel Ceccaldi : Hubert Lubert
- 1980 : Vient de paraître d'Yves-André Hubert : Moscat
- 1980 : Remarie-moi de Jean Cohen : Bruno
- 1980 : Je dors comme un bébé de Jacques Fansten : Pierre
- 1981 : Nous te mari-e-rons de Jacques Fansten : Joël
- 1982 : Mozart de Marcel Bluwal : Prince Lichnowsky
- 1982 : Conrad Killian, le fou du désert de Jacques Tréfouel : l'homme de la Sirdar
- 1983 : Secret diplomatique de Denys de La Patellière et Claude Barrois : Directeur Quai d'Orsay
- 1983 : La Dernière Cigarette de Bernard Toublanc-Michel : Daniel
- 1984 : Nuits secrètes de William Hale : Directeur banque
- 1984 : Deux filles sur un banc d'Alain Ferrari : l'oncle
- 1985 - 1992 : Maguy : Pierre Bretteville (333 épisodes)
- 1985 : Colette de Gérard Poitou-Weber : Jean Lorrain
- 1985 : Permis de construire de Pierre Bureau : Albert Mabilat
- 1985 : Je suis à Rio, ne m'attends pas pour dîner d'Alain Ferrari : Hubert
- 1986 : Les Étonnements d'un couple moderne de Pierre Boutron : le responsable du ministère des Affaires étrangères
- 1986 : Monte Carlo d'Anthony Page : La Coste
- 1987 : Florence ou la Vie de château de Serge Korber : Luigi
- 1988 : Marie Pervenche, épisode Boomerang : Largillière
- 1990 : Le Veuf de Paul Cammermans et Jef Van de Water : Georges
- 1991 : Crimes et jardins de Jean-Paul Salomé : Edouard
- 1991 : Ålder okänd (en) de Richard Hobert : François Monet
- 1995 : Associations de bienfaiteurs de Jean-Daniel Verhaeghe : Jean-Jérôme
- 1995 : La Fête des pères de Jean-Daniel Verhaeghe : Dr Grosser
- 1997 : La Voisine de Luc Béraud : François Nogrette
- 1998 : Un amour de cousine de Pierre Joassin : Hervé Fauconnier
- 1998 : Villa Vanille de Jean Sagols : Grégoire
- 2006 : Henry Dunant, du rouge sur la croix de Dominique Othenin-Girard : le général Dufour

### Au théâtre ce soir
- 1970 : Dix petits nègres d'Agatha Christie, mise en scène Raymond Gérôme, réalisation Pierre Sabbagh, Théâtre Marigny
- 1978 : Si tout le monde en faisait autant de John Boynton Priestley, mise en scène André Villiers, réalisation Pierre Sabbagh, Théâtre Marigny
- 1979 : Tout dans le jardin d'Edward Albee d'après Giles Cooper, mise en scène Michel Bertay, réalisation Pierre Sabbagh, Théâtre Marigny
- 1979 : Good Bye Charlie de George Axelrod, adaptation Pierre Barillet et Jean-Pierre Grédy, mise en scène Georges Vitaly, réalisation Pierre Sabbagh, Théâtre Marigny
- 1980 : Il est important d'être aimé d'Oscar Wilde, adaptation Jean Anouilh, mise en scène Jacques François, réalisation Pierre Sabbagh, Théâtre Marigny

## Théâtre

### Auteur
- 1964 : L'Échappée belle d'Henri Garcin et Romain Bouteille, mise en scène Henri Garcin, Théâtre La Bruyère
- 1970 : Quelque chose comme Glenariff d'Henri Garcin et Danièle Lord, mise en scène d'Henri Garcin, Théâtre des Mathurins[7]

### Comédien
- 1953 : Ces messieurs de la Santé de Paul Armont et Léopold Marchand, Théâtre de Paris
- 1954 : Un fil à la patte de Georges Feydeau, Théâtre de Paris
- 1959 : Le Cas Dobedatt de George Bernard Shaw, mise en scène Jean Mercure, Théâtre des Bouffes-Parisiens
- 1960 : Douce Anabelle d'Audrey Roos et William Roos, mise en scène François Maistre, Enghien-les-Bains ; reprise : 1961, Théâtre de l'Ambigu
- 1962 : Adieu prudence de Leslie Stevens, adaptation Barillet et Grédy, Théâtre du Gymnase
- 1962 : Boeing Boeing de Marc Camoletti, Comédie-Caumartin.
- 1964 : L'Échappée belle d'Henri Garcin et Romain Bouteille, mise en scène Henri Garcin, Théâtre La Bruyère
- 1966 : Les Trois Mousquetaires d'Alexandre Dumas, mise en scène Roger Planchon, en tournée
- 1966 : La prochaine fois je vous le chanterai de James Saunders, mise en scène Claude Régy, Théâtre Antoine
- 1966 : Se trouver de Luigi Pirandello, mise en scène Claude Régy, Théâtre Antoine
- 1968 : L'Aide-mémoire de Jean-Claude Carrière, mise en scène André Barsacq, Théâtre de l'Atelier
- 1969 : On ne sait jamais tout de Pirandello, mise en scène Daniel Leveugle, T.E.P.
- 1969 : Quelque chose comme Glenariff d'Henri Garcin et Danièle Lord, mise en scène Henri Garcin, Théâtre des Mathurins
- 1970 : Le Limier d'Anthony Shaffer, mise en scène Clifford Williams, Théâtre de la Michodière
- 1971 et 1973 : Deux Femmes pour un fantôme et La Baby-sitter de René de Obaldia, mise en scène Pierre Franck, Théâtre de l'Œuvre et Théâtre des Célestins
- 1976 : Qui est qui ? de Keith Waterhouse et Willis Hall, mise en scène Victor Lanoux, Théâtre Moderne
- 1978 : La Cage aux folles de Jean Poiret, mise en scène Pierre Mondy, Théâtre du Palais-Royal
- 1978 : Si tout le monde en faisait autant de Priestley, Théâtre en Rond
- 1979 : Remarie-moi de Nicole de Buron, mise en scène Michel Roux, Théâtre Daunou
- 1981 : Un parfum de miel d'Eric Westphal, mise en scène Georges Vitaly, Théâtre du Lucernaire
- 1982 : L’Éducation de Rita de Willy Russell, mise en scène Michel Fagadau, La Comédie des Champs-Élysées
- 1983 : Bataille Navale de Jean L'Hôte, mise en scène Georges Werler, Studio des Champs-Élysées
- 1984 : La Danse de mort d'August Strindberg, mise en scène Claude Chabrol, Théâtre de l'Atelier
- 1987 : Le Perfectionniste de N.G. Duncan, mise en scène Henri Garcin, Théâtre de la Gaîté-Montparnasse
- 1987 : Un jardin en désordre d'Alan Ayckbourn, mise en scène Stuart Seide, Théâtre de la Renaissance
- 1988 : Réveille-toi, Philadelphie ! de François Billetdoux, mise en scène Jorge Lavelli, Théâtre national de la Colline
- 1989 : Entre nous soit dit d’Alan Ayckbourn, mise en scène Stéphan Meldegg, Théâtre La Bruyère
- 1990 : Avec ou sans arbres de Jeannine Worms, mise en scène Albert-André Lheureux, Théâtre Hébertot
- 1992 : Désiré de Sacha Guitry, mise en scène Jacques Échantillon, en tournée
- 1998 : 1 table pour 6 d'Alan Ayckbourn, mise en scène Alain Sachs, Théâtre du Palais-Royal
- 1998 : Délicate Balance d'Edward Albee, mise en scène Bernard Murat, Théâtre Antoine
- 2006 : Les Manuscrits du déluge de Michel Marc Bouchard, mise en scène Laurence Renn, Théâtre Tristan Bernard
- 2013 : Visites à Mister Green de Jeff Baron, mise en scène Thomas Joussier, Festival d'Avignon

### Metteur en scène
- 1964 : L'Échappée belle d'Henri Garcin et Romain Bouteille, Théâtre La Bruyère
- 1970 : Quelque chose comme Glenariff d'Henri Garcin et Danièle Lord, Théâtre des Mathurins
- 1976 : Pour 100 briques t'as plus rien… de Didier Kaminka, Théâtre La Bruyère
- 1987 : Le Perfectionniste de N.G. Duncan, Théâtre de la Gaîté-Montparnasse

## Publication
- Longtemps, je me suis couché tard, Morrigane Éditions, 2018